# Old Etonians FC
Old Etonians FC is een Engelse voetbalclub uit Eton, Berkshire. De spelers worden gerekruteerd uit oud-studenten van Eton College.
De club werd in 1871 opgericht en was een grootmacht in de begindagen van het voetbal. In 1882 was het de laatste amateurclub die de FA Cup kon winnen, tegen Blackburn Rovers. Het volgende seizoen werd nog de finale gehaald, maar daarin was Blackburn Olympic te sterk.

## Erelijst
- FA Cup
  - Winnaar: 1879, 1882
  - Finalist: 1875, 1876, 1881, 1883